# Гюльцов (Лауэнбург)
Гюльцов (нем. Gülzow) — община в Германии, в земле Шлезвиг-Гольштейн.
Входит в состав района Герцогство Лауэнбург. Подчиняется управлению Шварценбек-Ланд. Население составляет 1245 человек (на 31 декабря 2010 года). Занимает площадь 17,07 км².